# Wilkowa (rzeka)
Wilkowa – rzeka w północno-zachodniej Polsce, w woj. zachodniopomorskim; lewobrzeżny dopływ strugi Piaskowej.
Rzeka bierze swoje źródło z niewielkiego obniżenia w rejonie wsi Orle na Wysoczyźnie Łobeskiej, skąd płynie na północ i omija wieś Pogorzelicę. Płynie między wsią Radowo Wielkie a Wołkowo, następnie biegnie w kierunku północno-zachodnim gdzie przepływa przez kompleks stawów rybnych w Malińcu, oddając część tam swoich wód. Płynie dalej na północ po terenach leśnych i uchodzi do lewego brzegu Piaskowej.
Nazwę Wilkowa ustalono urzędowo w 1948 roku, zastępując poprzednią niemiecką nazwę Wolfs Bach.